# Vili Skilić
Vili Skilić (Filež, 1943. − ožujka 2019.), austrijski operni pjevač hrvatske nacionalnosti

## Životopis
Rodio se je u Filežu. Bio je profesor i direktor konzervatorija Gustav Mahler u Beču. Interpretirao je uz drugo i hrvatske narodne jačke pri različni koncerti. Nastupio 2000. ljeta u zemaljskom študio ORF-a pri akciji Svitlost u škurinu. Snimio je dvi kompaktne ploče, jednu s hrvatskimi božićnimi jačkami pod naslovom Nek spavaj, drugu s narodnimi jačkami pod nasolovom Mila moja. Obadvi kompaktne ploče je izdao Hrvatski kulturni i dokumentarni centar (HKDC). Pokop mu je na Centralnom cimitoru u Beču.